# Theatrhythm Final Fantasy: Curtain Call
Theatrhythm Final Fantasy: Curtain Call (シアトリズム ファイナルファンタジーカーテンコール Shiatorizumu Fainaru Fantajī Kātenkōru?, pronunciado "theatre-rhythm") es un videojuego de ritmo. Es la secuela de Theatrhythm Final Fantasy (2012) y el último título en la serie, con una mecánica de juego similar a su antecesor. Fue lanzado para la consola portátil Nintendo 3DS el 24 de abril de 2014 en Japón, el 16 de septiembre en América del Norte y el 19 de septiembre de 2014 en Europa.

## Juego
Al igual que en Theatrhythm Final Fantasy, Curtain Call es un videojuego de ritmo. Los jugadores usan a personajes de toda la serie Final Fantasy para navegar a través de canciones en un juego de ritmo. Los jugadores avanzan las diferentes etapas y coleccionan Rhythm Points (RP, lit. Puntos de Ritmo): mientras mejor sea la actuación del jugador, se reciben más RP al final de cada nivel. El juego está dividido en tres modos distintos de juego: Field Stages (Niveles de campo), en los que el jugador controla a un personaje; Battle Stages (Niveles de batalla) en los que el equipo de los personajes se enfrenta a enemigos y jefes; y Event Stages (Niveles de evento) que muestra un video del juego o película del cual proviene la música. También existe un modo Versus en el que dos jugadores se enfrentan entre sí en el modo multijugador mediante las canciones del juego.
Curtain Call incluye 221 canciones sin contar el contenido de descarga (DLC) tomado de varias entradas en la serie. Además de las canciones y el contenido DLC creados para el juego original, el juego cuenta con nuevas canciones de Final Fantasy XIV: A Realm Reborn, Final Fantasy X-2, las dos secuelas de Final Fantasy XIII: XIII-2 y Lightning Returns, Final Fantasy Type-0, la película Final Fantasy VII: Advent Children y otros spin-off de los juegos de la franquicia, tales como Final Fantasy Adventure, y los juegos Crystal Chronicles y Dissidia. Hay 60 personajes jugables disponibles para el jugador, sin incluir el DLC.
Los Niveles de Campo están vinculados a los personajes de los que se extrae la música: si el jugador se mueve a través en un dirigible con la música de Final Fantasy V, se usará la aeronave desde el juego. Después de terminar un nivel, el jugador y el personaje(s) ganan cristales, y el jugador es presentado con una selección de nuevos personajes para elegir. Durante las secuencias de batalla, los jugadores pueden realizar un Golpe Crítico a un enemigo después de una sucesión de notas específicas. En el modo Versus, un medidor especial (EX Burst Skills) se llena, y cuando está completo le permite al jugador usar uno de las nueve habilidades EX, que se usan para poner al contrincante en una situación de desventaja. El juego cuenta también con una nueva modalidad de juego, llamada Medley Quests (lit. Misiones popurrí), en la que el jugador completa las misiones de derrotar jefes y gana nuevos personajes. La función de Museo regresa, en la que los jugadores pueden revisar sus puntuaciones y los objetos que han conseguido. En los Niveles de Campo, un Chocobo Gordo aparece al azar, que le da al jugador varios tesoros. Para el modo de batalla, los jugadores crean un equipo de cuatro personajes. Cuando un jugador "golpea" las notas específicas se pueden lanzar diversos hechizos, como los de curación y otros. Otra nueva característica es "Daily Feature" en el que al jugador se le presenta una nueva canción cada día y al completarla exitosamente, el jugador recibe 1.5 veces la cantidad normal de RP.

## Desarrollo
La primera señal de la existencia de Curtain Call llegó en septiembre de 2013, cuando la marca fue registrada en América del Norte. El título fue anunciado dos semanas más tarde en la revista Shonen Jump. de acuerdo con el productor Ichiro Hazama, este será el último título Theatrhythm, aunque servirá como base para futuras adiciones al juego como DLC y otro contenido en el futuro. Un demo en inglés fue lanzado en la Nintendo eShop el 4 de septiembre de 2014, que permitía desbloquear personajes en el juego completo si era descargado.

## Recepción crítica
Theatrhythm Final Fantasy: Curtain Call recibió una crítica positiva en Japón. El juego recibió una puntuación de 35/40 de Famitsu, con los cuatro revisores dando puntuaciones de 9, 9, 9 y 8. En su primera semana a la venta en Japón, se vendieron 80,523 copias. Square Enix deliberadamente envió una gran cantidad de copias debido a que las ventas del anterior Theatrhythm fueron tantas que hubo problemas de abastecimiento.